# 謝爾比 (愛荷華州)
謝爾比（英語：Shelby）是一個位於美國愛荷華州謝爾比縣和波特瓦特米縣的城市。

## 地理
謝爾比的座標為41°30′51″N 95°27′00″W / 41.51417°N 95.45000°W，而該地的平均海拔高度為400米（即1312英尺）。

## 人口
根據2010年美國人口普查的數據，謝爾比的面積為4.51平方千米，當中陸地面積為4.51平方千米，而水域面積為0.00平方千米。當地共有人口641人，而人口密度為每平方千米142人。